# Dogue de bordeaux
För andra betydelser, se Dogg.

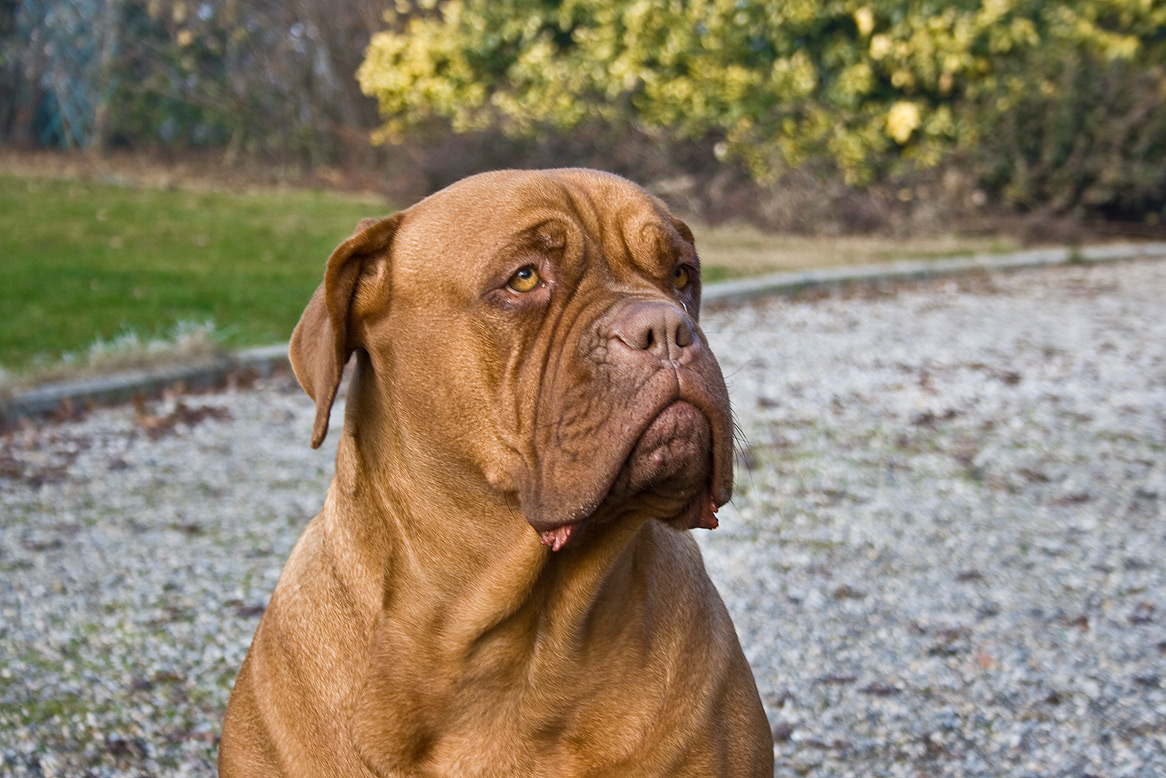

Dogue de bordeaux är en hundras från Frankrike. Den är en molosserhund med främsta användning som sällskapshund. Rasen är namngiven efter staden Bordeaux i västra Frankrike.

## Historia
Dogue de bordeaux härstammar från molosserhundar som använts runtom i Europa som stridshundar, för jakt på högvilt, som vakthundar, för olika sorts djurhetsning och som boskapshundar. I Aquitaine i sydvästra Frankrike kallades dessa för Dogue de Aquitaine, ett namn som skall vara känt sedan flera hundra år.
Dogue de bordeaux visades på den första franska hundutställningen i Paris 1863. Vid denna tid fanns flera olika typer av doggar i Frankrike - förutom bordeaxdoggen även en från Paris och en annan från Toulouse. Alla tre var helt olika vad gällde vikt, mankhöjd och huvud. Fram till början av 1900-talet pågick diskussioner om vilken typ som var viktig att renavla.
1910 började man diskutera rasstandarden och en rasklubb startades. Detta på initiativ av J. Kunstler (professor i anatomi och embryologi) och en veterinär vid namn Pierre Megnin, samt dennes son Paul Megning. Rasklubben fanns bara i tre år, men 1913 bildades två nya rasklubbar. En i Bordeaux och en i Paris. Megnin delade Parisklubbens åsikt om att saxbett borde godkännas i rasstandarden, medan Kunstler tyckte att man skulle bevara underbettet som rasen hade (minst 1 cm, max 2 cm). Arbetet med rasstandarden stannar upp 1914 då första världskriget bryter ut.
1926 fortsätter klubbarna med rasstandarden och godkänner två doggkategorier. Den ena blir Doguini; en smalare dogue de bordeaux-typ med något mindre kropp och smalare nosparti. Den andra blir dogue de bordeaux. Båda doggtyperna skulle ha 1 cm underbett och vikten skulle vara 40–50 kg för en doguinihane och 40–45 kg för tikarna. För dogue de bordeaux skulle hanen väga minst 50 kg och tiken minst 45 kg.
1971 kom en ny rasstandard, men den sista rasstandarden fastställdes i Israel år 1995. Dogue de bordeaux hör till de populäraste hundraserna i Storbritannien. 
Rasen minskade kraftigt i antal under de båda världskrigen och var nära nog utrotad efter det andra världskriget, men fick en ny start under 1960-talet. Den första individen importerades till Sverige 1992 och första kullen föddes 1994.

## Egenskaper
Nu används rasen främst till sällskap och vakt. Dogue de bordeaux är känslig och mognar sent jämfört med andra hundar. Detta både fysiskt och mentalt. Den är både envis och läraktig. Rasen är mycket trogen mot sin familj men kan vara reserverad mot främlingar. Den har vaktinstinkt men är mentalt stabil. Med en dålig uppfostran kan Dogue de bordeaux bli farlig för sin omgivning, därför är den ingen första-hund. 

## Utseende
Dogue de bordeaux skall ge ett mäktigt intryck. Den är en mycket kraftigt byggd hund med harmoniska proportioner. Den är muskulös, lågställd och något undersätsig. Bröstkorgen är bred och djup. Huvudet är stort och massivt. Rasen har underbett. Färgen är enfärgat i alla nyanser av rödgult, från mahogny till isabella. En del hundar är också svartmaskade i partier i ansiktet. 